# Йёргенсен, Филип
Филип Йёргенсен (дат. Filip Jörgensen; родился 16 апреля 2002) — датский и шведский футболист, вратарь клуба «Челси» и молодёжной сборной Дании.

## Клубная карьера
Уроженец Ломмы, Йёргенсен выступал за молодёжные команды клубов «Санта Каталина Атлетико», «Мальмё», «Мальорка» и «Вильярреал».
18 октября 2020 года дебютировал за «Вильярреал B» в матче против клуба «Пенья Депортива». В следующем месяце продлил контракт с «Вильярреалом» до 2025 года.
15 декабря 2021 года дебютировал в основном составе «Вильярреала», выйдя на замену Херонимо Рульи в матче Кубка Испании против «Атлетико Санлукеньо». 30 января 2023 года дебютировал в Ла Лиге в матче против «Райо Вальекано».

## Карьера в сборной
Йёргенсен родился в Швеции в семье датчанина и шведки. Выступал за сборные Швеции до 16 и до 17 лет. В мае 2021 года решил выступать за Данию, после чего дебютировал в составе сборной Дании до 21 года.

## Достижения

### Командные
«Челси»
- Победитель Лиги конференций УЕФА: 2024/25
- Победитель Клубного чемпионата мира: 2025

### Личные
- Вошëл в символическую сборную Лиги конференций УЕФА: 2024/25[8]